# Congregatie der Missie
De Congregatie der Missie, ook wel Lazaristen genaamd, (Congregatio Missionis, C.M.) is een gemeenschap van apostolisch leven die door de Heilige Vincentius a Paulo in 1625 werd gesticht en door de paus in 1633 werd goedgekeurd.
Hun naam is ontleend aan hun eerste klooster te Parijs, het voormalige melaatsenhuis St. Lazare. Met hun missiewerk hebben ze zich over de hele wereld verspreid, onder meer in China en Amerika. In 1882 vestigden ze zich in Nederland te Wernhoutsburg in de gemeente Zundert, waar ze een kleinseminarie startten. In 1903 betrokken ze een huis in Panningen, alwaar een grootseminarie gevestigd werd.
In 2004 telde de congregatie 3120 priesters en 4063 mannelijke religieuzen bij de congregatie.
Een bekende lazarist was Henricus Bomers C.M. die van 1984 tot 1998 bisschop van Haarlem was.

## Heiligen en zaligen
- H. Pierre Vigne (1670-1740)
- H. Francis Regis Clet (1748-1820)
- H. Justin de Jacobis (1800-1860)
- Z. Ghebre Michael (-1855)

## Verdienstelijke lazaristen
- Petrus Paulus Lefevere (1804-1869), hulpbisschop van Detroit
- Armand David (1826-1920), missionaris in China, tevens dier- en plantkundige
- Frans Schraven (1873-1937), missionaris-martelaar in China
- Frans Beckmann (1883-1963), aartsbisschop van Panama